# Hapten
Hapten là phân tử nhỏ (tự nhiên hay nhân tạo) một mình không có khả năng gây ra đáp ứng miễn dịch nhưng vẫn được nhận biết bởi các sản phẩm của đáp ứng này (nếu có). Như vậy hapten có tính đặc hiệu nhưng không có tính sinh miễn dịch. Khi hapten gắn với một protein tải thành một phức hợp thì phức hợp này có tính sinh miễn dịch. Điều đó có nghĩa là nếu chỉ đưa hapten vào cơ thể thì không có đáp ứng miễn dịch đặc hiệu xảy ra, nhưng nếu đưa phức hợp Protein-hapten vào thì cơ thể sẽ đáp ứng bằng cách sản xuất KT chống lại cả protein lẫn hapten. Kháng thể chống hapten do phức hợp kích thích tạo ra có thể phản ứng cả với hapten tự do.Trong trường hợp này ta có thể xem hapten như là một quyết định KN được thêm vào bên cạnh những quyết định KN khác đã có mặt trên phân tử protein.
Các cơ chế không đáp ứng miễn dịch có thể thay đổi và liên quan đến các cơ chế miễn dịch phức tạp, nhưng có thể bao gồm các tín hiệu đồng kích thích vắng mặt hoặc không đủ từ các tế bào trình kháng nguyên.
Haptens đã được sử dụng để nghiên cứu viêm da tiếp xúc dị ứng (ACD) và các cơ chế của bệnh viêm ruột (IBD) để gây ra phản ứng tự miễn dịch.
Khái niệm về haptens nổi lên từ công trình của Karl Landsteiner Karl Landsteiner, người cũng đi tiên phong trong việc sử dụng haptens tổng hợp để nghiên cứu các hiện tượng miễn dịch.